# Société Copernic des naturalistes polonais
 (août 2014).
La  Société Copernic des naturalistes polonais (polonais : Polskie Towarzystwo Przyrodników im. Kopernika), la plus ancienne association de naturalistes polonais, est fondée à Lviv le  17 janvier 1875.

## Historique
La Société Copernic des naturalistes polonais est fondée à Lviv en 1875. Elle publie les magazines Kosmos dès 1876 et Wszechświat dès 1882.
Son bureau principal est à Cracovie et des succursales sont présentes à Cracovie, Łódź, Wrocław, Szczecin, Lublin et Rzeszów,.
Trois sections, Spéléologie, Section d'enseignement de la biologie et Section des sciences humaines (Section de biologie humaine) composent cette société,,.
La société organise les Jeux olympiques de la biologie pour les élèves du secondaire.

## Membres célèbres
- Feliks Kreutz[6]
- Marceli Nencki[7]
- Benedykt Dybowski[1]
- Marian Raciborski[8]
- Marian Smoluchowski[8]
- Jan Czekanowski[1]
- Hanna Czeczott[9]

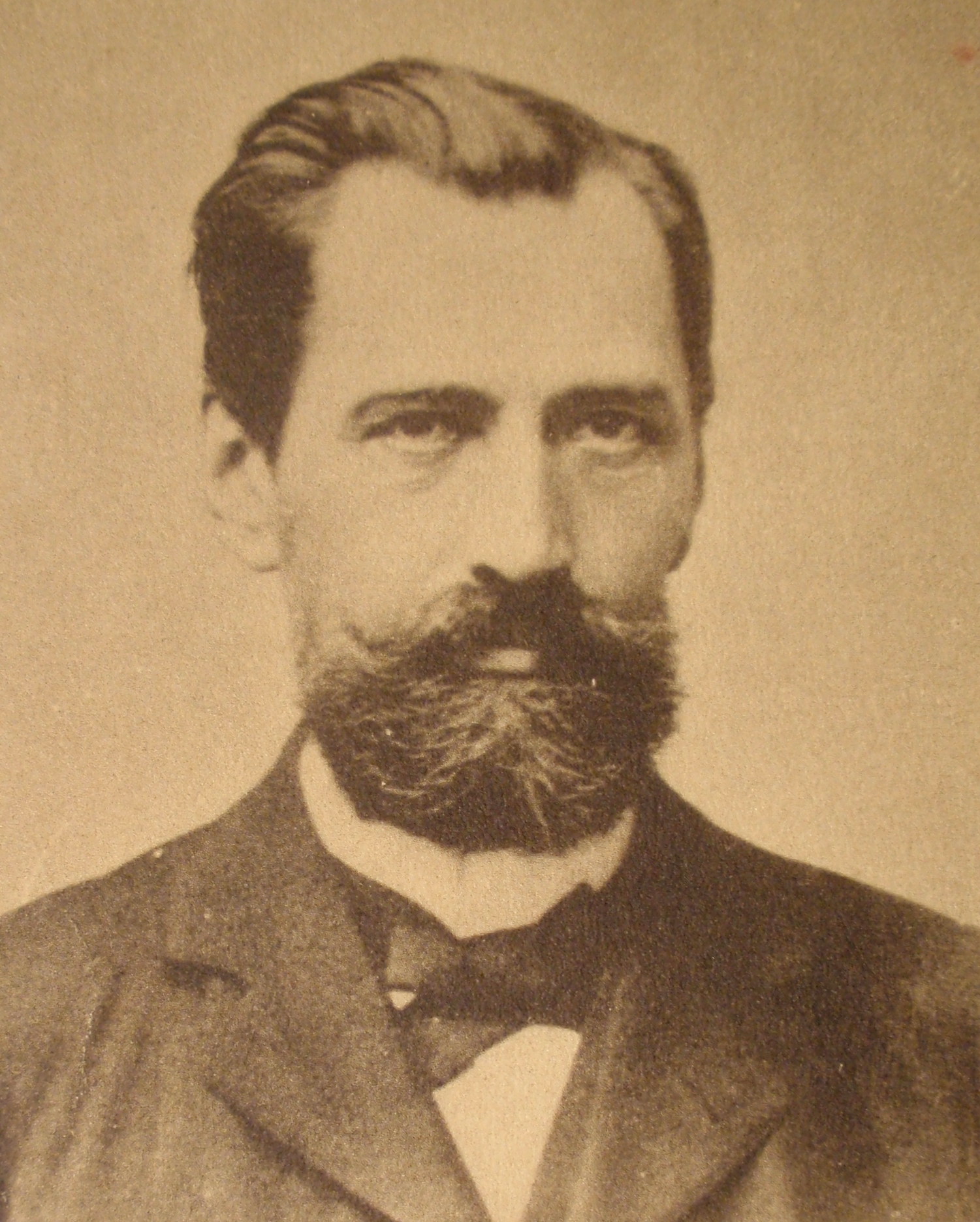
Feliks Kreutz
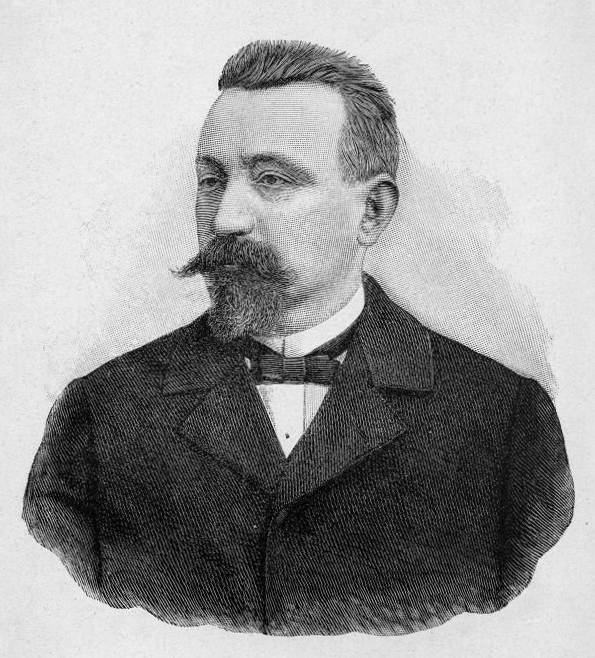
Marceli Nencki
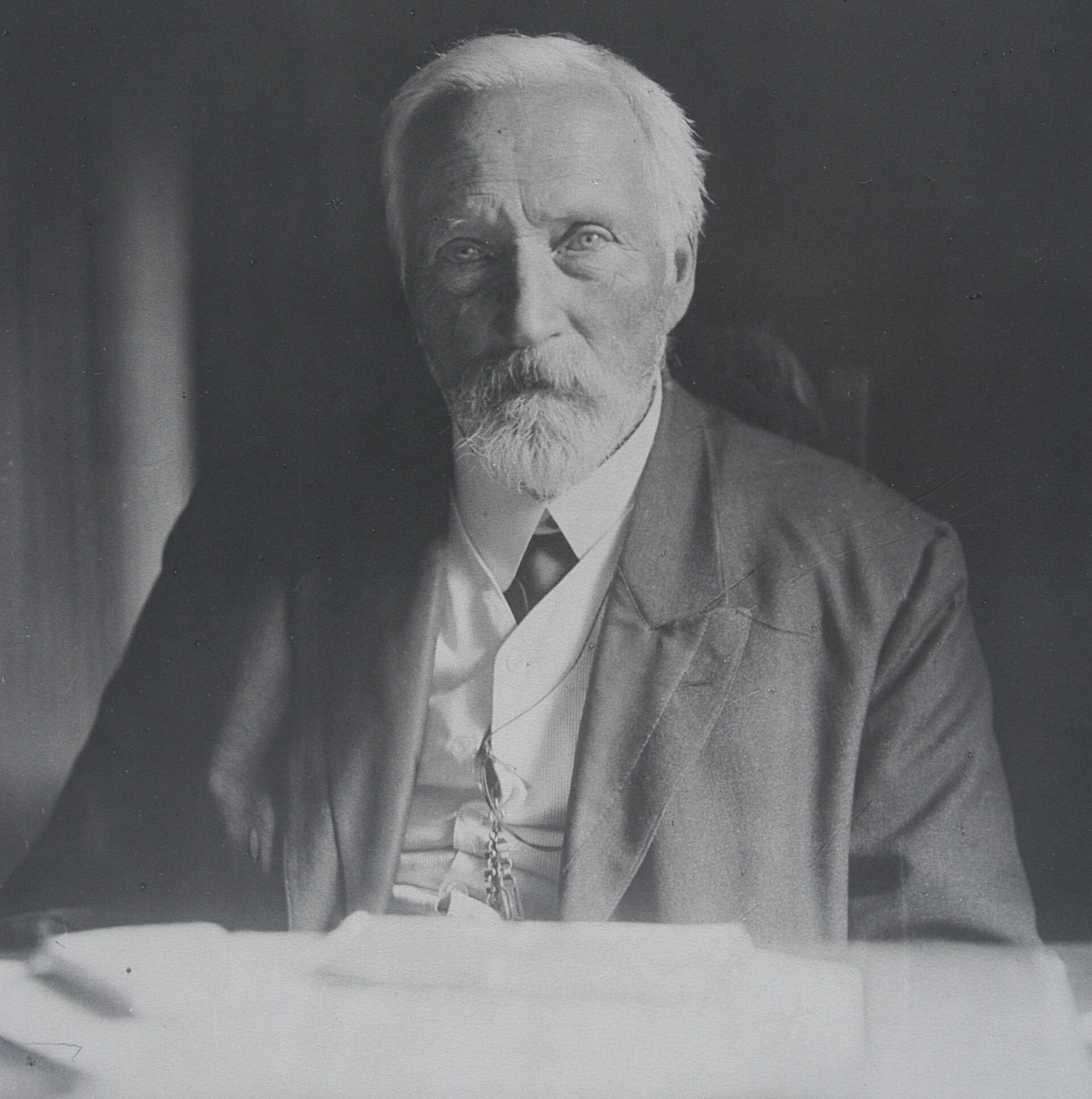
Benedykt Dybowski
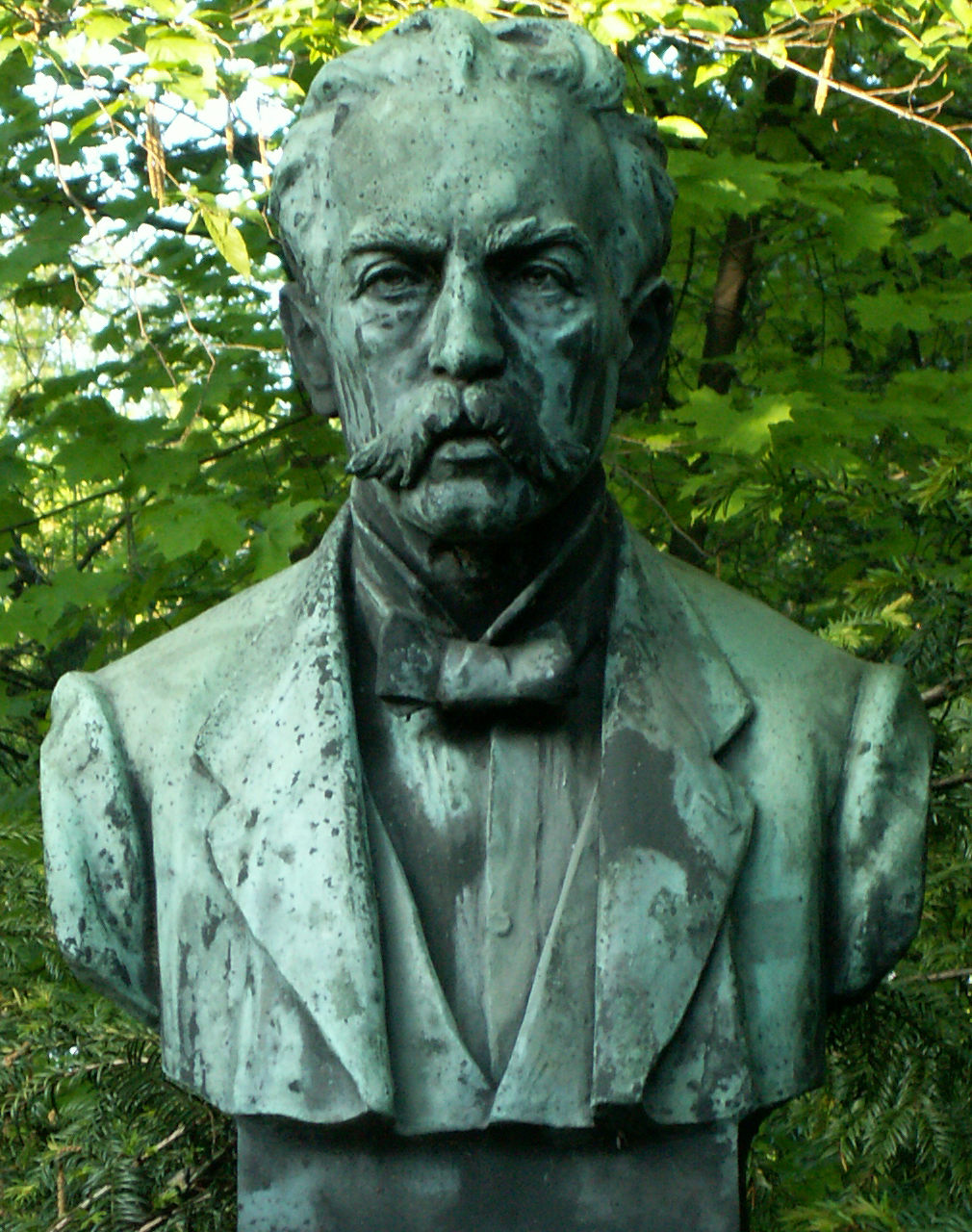
Marian Raciborski
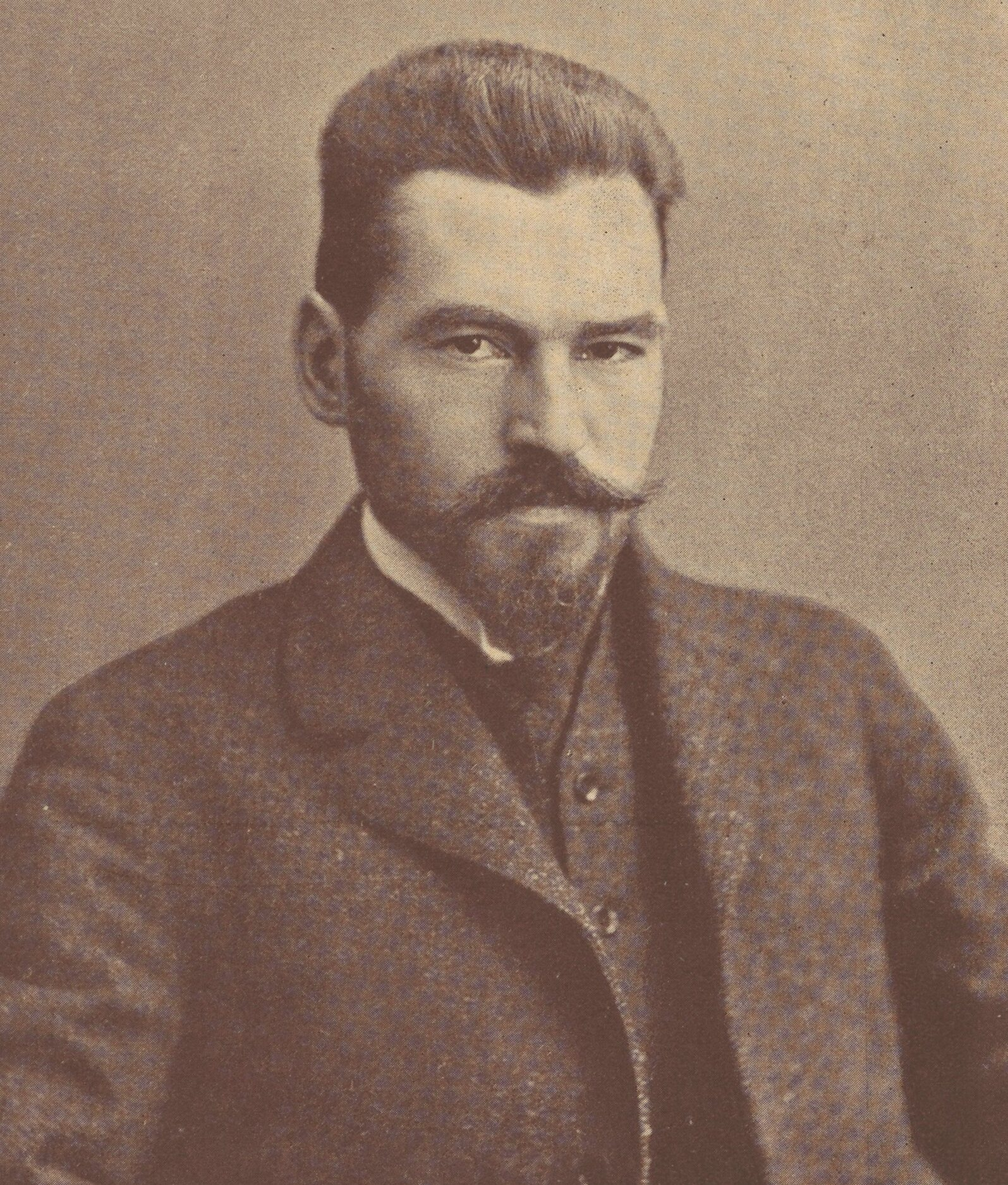
Marian Smoluchowski
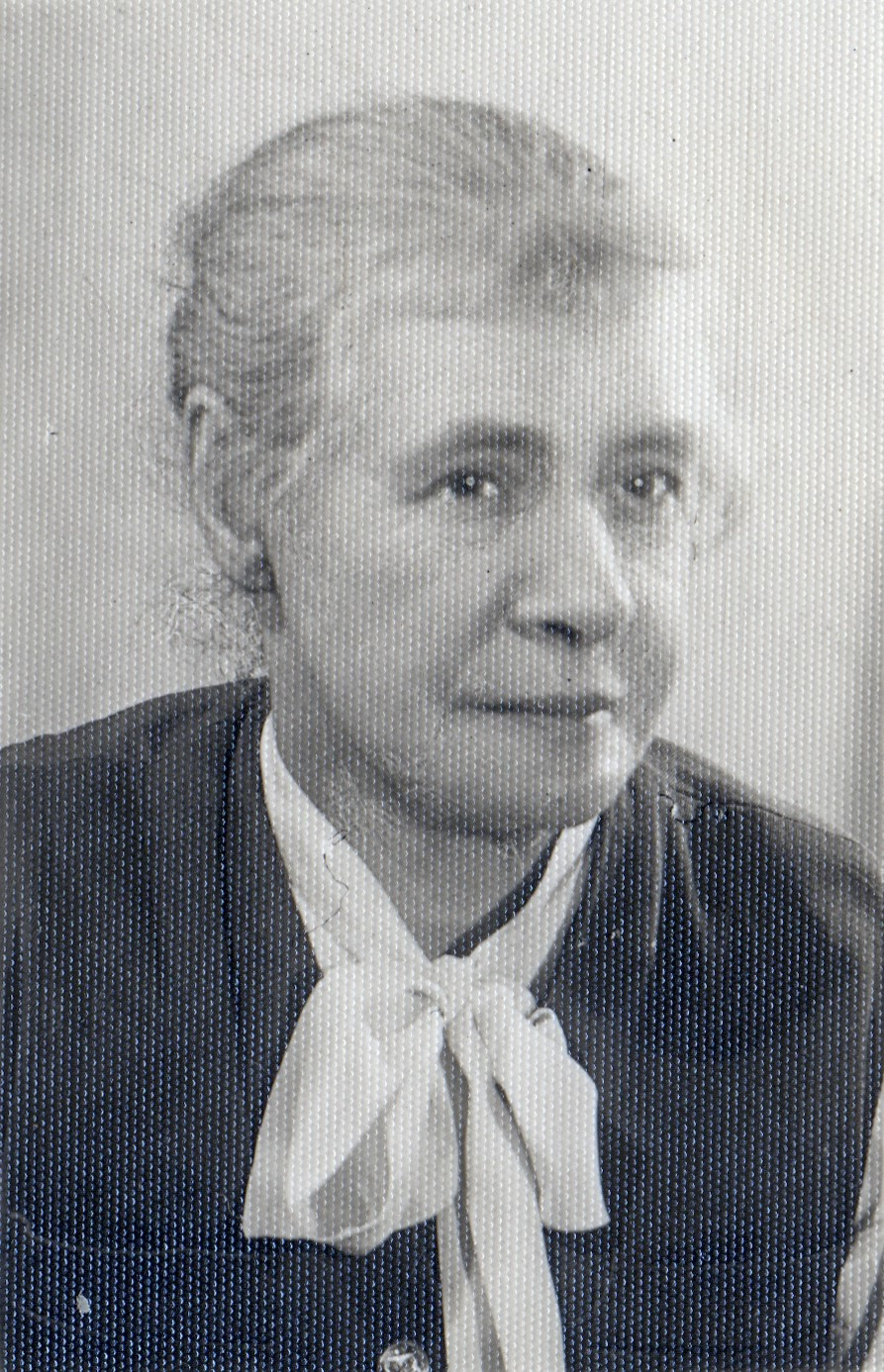
Hanna Czeczott